# 220-ті
У Римській імперії правління династії Северів. У Китаї розпочався Період трьох держав, в Індії — Кушанська імперія, у Персії — імперія Сассанідів змінила Парфянське царство.
На території лісостепової України Черняхівська культура. У Північному Причорномор'ї готи й сармати.

## Події
- Імператор Римської імперії Геліогабал убитий під час повстання легіонерів у 222 році, після чого імператором став Александр Север, правління якого продовжувалося до 235 року.

## Народились
- Цжу Лі китайський філософ.
- Германіс Остій весготський конунг.